# Comportamiento del consumidor

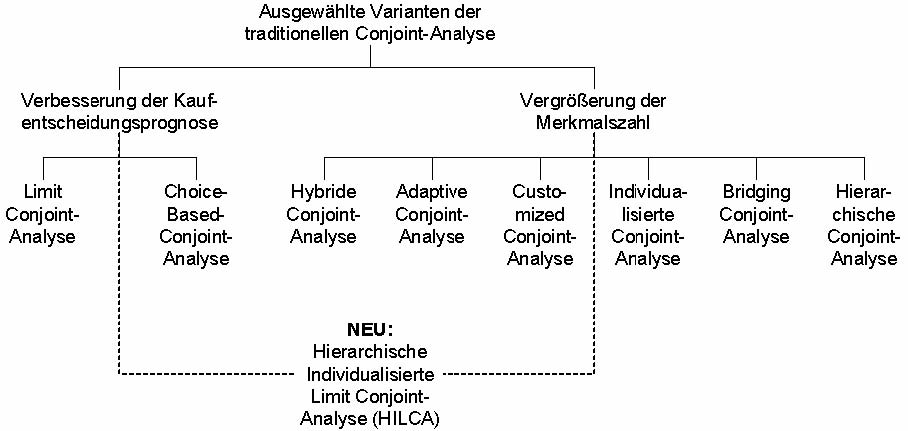
Esquema clásico alemán para el metodológico de análisis de la relación individuo-mercado.

El comportamiento del consumidor es el estudio del comportamiento que los consumidores muestran al buscar, comprar, utilizar, evaluar y desechar los productos y servicios que, consideran, satisfarán sus necesidades. Se enfoca en la forma que los individuos toman decisiones para gastar sus recursos disponibles (tiempo, dinero y esfuerzo) en artículos relacionados con el consumo.

## Origen del comportamiento del consumidor
El estudio del comportamiento del consumidor como  una disciplina de  marketing por separado comenzó cuando los mercadólogos comprendieron que los consumidores no siempre actuaban o reaccionaban en la forma prevista conforme a la teoría del marketing. Esto fue durante la década de 1950, cuando la estrategia de marketing evolucionó y se descubrió que se podrían vender más bienes y con mayor facilidad si solo se producían los artículos de los cuales se hubiera determinado previamente que los consumidores comprarían. Su estudio permite que los mercadólogos entiendan y prevean el comportamiento del consumidor en el mercado, pues no solamente se ocupa de lo que compran, sino también del por qué, cuándo, con quién, cómo y con cuánta frecuencia realizan estas compras.

## Una ciencia aplicada interdisciplinaria
El comportamiento del consumidor es interdisciplinario; es decir, se basa en conceptos y teorías sobre el ser humano que han sido desarrollados por científicos de disciplinas tan diversas como psicología, sociología, psicología social, antropología cultural y economía.
Debido a que en la década de los 60s era un campo de estudio relativamente abstracto, mejorado y nuevo, puesto que no se contaba con antecedentes o elementos de investigación propia, los teóricos del marketing tomaron con mucha liberalidad los conceptos desarrollados en otras disciplinas científicas, como la psicología (el estudio del individuo), la sociología (el estudio de grupos), la psicología social (el estudio de la forma en que se desenvuelve el individuo en grupos), la antropología (la influencia de la cultura sobre el individuo) y la economía, para establecer las bases de esta nueva área del marketing.

## Características
Suceden de manera espontánea y repentina, y varían según la persona y el ámbito cultural en que viven.
Para ser útil, la compañía debe identificar qué  quiere y necesita el mercado meta y satisfacer las necesidades mejor que la competencia. Es necesaria la planeación y ejecución de actividades y estrategias para facilitar intercambios y satisfacer las necesidades y deseos de los consumidores. Uno de los principios básicos es que se debe entender al consumidor para poder atenderlo. Las decisiones de compra que son tomadas afectan la demanda de materias primas básicas, transporte, producción y servicios bancarios; influyen estas decisiones en el empleo de los trabajadores y en el despliegue de recursos, en el éxito o en el fracaso de cualquier empresa.

## Importancia para las empresas
Es un estudio de carácter indispensable, debido a que se deben conocer los gustos y preferencias propias de cada segmento del mercado, permite decidir con precisión, cuál es la estrategia más apropiada para llegar al mercado meta y asegurar una venta exitosa, la cual idóneamente llegará a convertirse en una relación de retención de clientes leales. Además de ello, proporciona las herramientas necesarias para que la empresa sepa cómo incrementar el valor del producto o servicio, ya que indaga en dónde radica ese valor según la percepción del cliente final.

## Tipos de consumidores
El estudio de los consumidores lleva a la diferenciación de dos principales tipos de consumidor, que conllevan diferentes actitudes, motivaciones y percepciones. Estos son:
- Consumidor personal. Aquel que compra (o consume) los bienes y los servicios con la finalidad de satisfacer los deseos o necesidades de sí mismo.

- Consumidor organizacional. El que compra para una organización entera, como son instituciones o empresas.

Es importante y relevante tener esto en cuenta dado que necesitan adquirir diferentes cantidades, con características más o menos específicas y a diferentes costos, en los cuales también pueden aplicar de mayoreo y menudeo lo cual resulta decisivo para el consumidor en cuestión.
Es siempre importante destacar las variables que pueden influir en la toma de decisiones del consumidor. Esas variables se pueden estructurar en 2 grandes grupos: 1.- Influentes personales (motivaciones, creencias, personalidad) y 2.- Influentes sociales (cultura, perfil sociodemográfico, clase social, y grupos de referencia).
La personalidad es uno de los grandes factores que determinan el comportamiento del consumidor. La personalidad es un constructo que nos diferencia en el mismo grado que puede ser el hecho de ser hombre o mujer. Una de los grandes modelos para entender el comportamiento del consumidor basándonos en la personalidad es el cubo NORISO . El cubo NORISO define 8 segmentos del consumidor dirigidos por 3 dimensiones (Novedad, Riesgo, Recompensa Social). El modelo disecciona el comportamiento del consumidor y describe las motivaciones más intrínsecas de cada uno de los segmentos. Para el segmento "Apasionados" el motivo que guía todas sus decisiones es la búsqueda de la atención de los demás, mientras que por ejemplo la motivación de los "Metódicos" es la estabilidad y el orden.

## Tipos de investigación
Para conocer al consumidor, se puede recurrir a dos tipos de investigación:
- Cualitativa. Que se enfoca en conocer cada detalle sin perder de vista los más pequeños acerca de su consumidor. Consisten en entrevistas a fondo, grupos de enfoque, análisis de metáforas, investigación de montajes y técnicas proyectivas. la elección del grupo de estudio y los perfiles a trabajar son vitales en este punto ya que seleccionar la muestra equivocada puede arrojar datos errados a la investigación y la estrategia que se construya sobre la base de este puede ser ineficaz
- Cuantitativa. Este tipo de investigación suele arrojar datos sobre los cuales se pueda generalizar. Recurre principalmente a los métodos de investigación positivistas, como experimentos, observación y técnicas de encuesta; gracias a las nuevas tecnologías de información tenemos acceso a métricas bastante precisas para lo que es útil conocer sobre Big Data, estadística, Data Science y excel.

## Éticayresponsabilidad social
El comportamiento del consumidor ha llegado a ser parte integral de la planificación estratégica del mercado. La creencia de que la ética y la responsabilidad social también deben ser parte integral de toda decisión de marketing se materializa en un concepto revisado de marketing – el concepto de marketing social – que exige a todos los mercadólogos observen principios de responsabilidad social en la comercialización de sus bienes y servicios; es decir, deben esforzarse en satisfacer las necesidades de sus mercados meta en formas que mejoren a la sociedad en su conjunto. La mayoría de las empresas reconocen que las actividades socialmente responsables mejoran su imagen frente a los consumidores, los accionistas, la comunidad financiera y otros sectores relevantes del público.
Cada fabricante y/o proveedor debe tener bien claro que su producto o servicio debe ser de buena calidad, contar con buena presentación, el promotor debe estar calificado para instar al comprador o suscriptor a adquirir el producto o servicio, una mala presentación, mala promoción, falta de características o motivación harán que ese posible comprador o suscriptor se decida por un producto o servicio de otro fabricante o proveedor porque sus necesidades no se vieron que fuesen a ser satisfechas por una mala propaganda, eso influye mucho en la psicología del comprador.
Los seres humanos estamos programados para seguir patrones de conducta, automáticamente vemos que si determinado producto o servicio cuenta con mala reputación nos abstendremos de adquirirlo, sucede igual con el producto o servicio que cuenta con buena reputación por lo tanto el fabricante o proveedor debe estar al tanto que su reputación es la diferencia entre el éxito o fracaso comercial.
Una mala promoción, mala atención, mala orientación influye totalmente en la posibilidad de mantener o perder para siempre a un potencial suscriptor o comprador.